# 主謂短語
在漢語句法中，主謂短語是短語的結構分類之一，它由兩個成分組成。前一個成分的功能是提出主題，稱為主語；後一個成分對主題加以陳述，稱為謂語。主語和謂語構成了主謂關係（或主述關係，即「主題—陳述」關係）。
漢語和英語不同。在英語中，任何一個完整的句子均是由一個以名詞詞組(NP)充當的的主語和一個以動詞詞組(VP)充當的謂語組合而成，因此所有英語句子都可以表示成「句子=NP+VP」。然而，漢語中的情況卻不是這樣的：一個完整的句子不一定是一個主謂短語，而一個主謂短語也不一定構成一個完整的句子；另外，主語不一定是名詞性的，而謂語也不一定是動詞性的。因此，在漢語中，句與「NP+VP」，二者沒有必然的關係。

## 主謂關係
主語和謂語是主謂短語中的兩個成分，前一個成分把主題提出；後一個成分稱對這個主題加以陳述。所以，主語常由名詞性成分充當，而謂語常由動詞性和形容詞性成分充當。這是因為名詞性成分都有指稱的功能，而動詞性和形容詞性成分則具有敍述、描寫的功能。由於主謂關係是「主題—陳述」關係，所以主語的意義就不限於施事，也可以是受事，而被動的動詞不一定要標誌出來。這一點跟英語中的主語在主動句中是施事、被動句中受事的觀念不同。

### 主、謂兩者是成對的概念
主語和謂語是主謂短語中的一對成分，所以沒有一個主語或者謂語是孤立的。例如「推翻封建制度」這個短語，雖然是以動詞「推翻」為中心，但仍不算為一個謂語。只當它前面有一個與它相配的主語受它陳述的時候，它才稱為謂語，例如
- 「他們（主語）||  推翻封建制度（謂語） 後，國家才漸漸富強起來。」（這個例子也顯示出，即使是一個主謂短語，也不一定充當一個句子——這個主謂短語與「後」構成方位短語。）

事實上，「推翻封建制度」也不一定是謂語，例如
- 「推翻封建制度（主語） || 是他們的理想（謂語）。」
- 「推翻封建制度的（有標誌的定語） 時機（主語中心），我一定會好好地把握。」

### 主語和謂語的配搭
在英語中，主語和謂語的配搭，體現在一個與主語匹配的定式動詞上：
- He doesn't understand this message.
- *He don't understand this message.

然而在漢語中，詞沒有形態變化。但是，這不代表任何一個能夠充當主語的結構都可以和任何一個能夠充當謂語的結構結合，組成主謂短語。主謂短語能否成立，在於兩個成分的語義能否貫通起來。
- 馬匹在馬場上馳騁。
- *球員在球場上馳騁。

兩個成分能否配搭，不是依靠形態變化，也不是依靠形式的聯繫，而是要靠語義關聯。

## 主語
主謂短語中的第一個成分是主語。主語提出主題，即交待出誰、何時、哪裡等的概念。

### 主語的成分
作為提出主題的成分，主語常由名詞性成分充當，指稱該名詞性成分本身；動詞性和形容詞性的成分也可以成主語，這些情況下，這些動詞性或形容詞性的成分就用來指稱它所陳述的動作、事件或所描寫的性質等抽象的對象。所以各類實詞（副詞屬於虛詞）都可以作為主語，其中量詞作主語必須重疊，而意思是指全部。各類短語，除了比況短語（如「……似的」「……一般」一類的短語）和介詞短語（如「對於……」）之外，都可以作主語。

### 主語在語義上的分類
主語的意義既是主題，它就不必限於施事者的角色。按主語、謂語在意義上的關係，主語可以分為施事主語、受事主語和當事主語。

#### 施事主語
主語對謂語來說是主動的施事者，即謂語說到的動作行為乃是由主語所指的人、事、物、現象發出的，這類主語稱為施事主語。例
- 你吃了飯沒有？
- 貓把魚吃光了。

#### 受事主語
主語對謂語來說是受事者，即主語所指人、事、物、現象受到謂語說到的動作行為支配，這類主語稱為受事主語。例
- 酒可以不喝，煙不可以不抽。
- 魚給貓吃光了。

#### 當事主語
如果謂語的中心不是動作行為的話，那麼主語就沒有所謂施事、受事之分了。這時，主語只是說明時間、地點、被描述的事物、或被評價的對象。這一類主語稱為當事主語。如果一個主語不是施事，也不是受事的話，就全部歸入這類。例
- 今天星期四。
- 這裡不准吸煙。
- 叫他把箱子放下來好不好？

一個主語屬於施事、受事或當事，這不是取決於主語本身的意義，而是取決於主語和謂語在意義上的關係。換句話說，在主謂關係之下還可細分出各類關係，如施事、受事、描述、評價、判斷等。
| 例                                   | 主語的構成                   | 主語的性質 | 主語的意義 |
| ------------------------------------ | ---------------------------- | ---------- | ---------- |
| 我呼喚你的時候，你連頭也沒有轉過來。 | 我（代詞）                   | 名詞性     | 施事主語   |
| 蕭邦作過不少名曲。                   | 蕭邦（名詞）                 | 名詞性     | 施事主語   |
| 零只代表沒有？                       | 零（數詞）                   | 名詞性     | 施事主語   |
| 個個都有不同的本領。                 | 個個（量詞重疊）             | 名詞性     | 當事主語   |
| 他是學習態度認真的模範生。           | 學習態度（定中短語）         | 名詞性     | 當事主語   |
| 做也不是，不做也不是。               | 不做（狀中短語）             | 動詞性     | 當事主語   |
| 做也不是，不做也不是。               | 做（動詞）                   | 動詞性     | 當事主語   |
| 飯和餅都吃過了。                     | 飯和餅（聯合短語）           | 名詞性     | 受事主語   |
| 欺騙和說謊都一樣。                   | 欺騙和說謊（聯合短語）       | 動詞性     | 當事主語   |
| 所知不多。                           | 所知（「所」字短語）         | 名詞性     | 當事主語   |
| 我的都跑掉了。                       | 我的（「的」字短語）         | 名詞性     | 施事主語   |
| 推翻封建制度是他們的理想。           | 推翻封建制度（動賓短語）     | 動詞性     | 當事主語   |
| 你可以過來就好了。                   | 你可以過來（主謂短語）       | 動詞性     | 當事主語   |
| 這裡，開窗望出去就是對面的島嶼。     | 開窗望出去（連謂短語）       | 動詞性     | 當事主語   |
| 叫他把箱子放下來好不好？             | 叫他把箱子放下來（兼語短語） | 動詞性     | 當事主語   |

### 主語可以適當地省略
雖然主語和謂語成對成雙的成分，但在漢語中，主語卻有相當的靈活性。主語的功用是提出主題，但當這個主題在語境中能清楚知道時，主語就可以省略。例如
- 「下雨了。」
- 「你現在去哪裡？」「去北京。」
- 「黑暗的园里，和华同坐。看不见她，也更看不见我，我们只深深的谈着。说到同心处，竟不知是我说的，还是她说的，入耳都是天乐一般。」（冰心《往事》）

## 謂語
主謂短語中的第二個成分就是謂語。謂語對主語加以陳述，例如說明主語是怎樣、做了甚麼等。

### 謂語的成分
謂詞性的短語，都常用來作謂語。例如：
- 他 || 身體很強壯。（主謂短語作謂語）
- 他身體 || 很強壯。（狀中短語作謂語）
- 太陽 || 升起來。（動補短語作謂語）
- 小孩子 || 走到操場上玩耍。（連謂短語作謂語）

謂詞性的詞（包括形容詞和動詞）單獨作謂語時，卻有一些條件。光桿動詞或形容詞，因為沒有語調，所以只能在特別的語境中作謂語，或者與語氣助詞、體貌助詞並用。
- 在對話中：「你來！」
- 在特別的句式中：「你去，我就去。」「這裡紅，那裡綠。」
- 與語氣助詞、體貌助詞並用：「冬天到了。」「這本書我看過。」

上面的情況都是考慮到光桿動詞或形容詞在主謂句中作主要謂語的條件。但是，如果主謂短語只是用來充當其他句法結構的成分時，由於無需語調，因此這些條件也就放寬了。例
- 「你 || 看的書」（主謂短語「你看」作為定語，對「書」作出限定。光桿動詞「看」能充當該主謂短語的謂語。）

所以，單就主謂短語（而不是主謂句）而言，光桿動詞或形容詞都可以作謂語，只不過所構成的主謂短語不能成句。

### 謂語中的動作方向
謂語如果是動作的話，該動作可以是發自主語，也可以作在主語身上。這就是主語的施事和受事的區分，對動詞來說就是主動和被動的分別。在英語中，被動的動詞必定以被動式作為標記，而無標記的就是主動。可是在漢語中，被動式不一定要有標記的，甚至不應該有標記。
- 酒可以不喝，煙不可以不抽。
- *酒可以不被喝，煙不可以不被抽。

## 主謂短語的功能
主謂短語可以擔任的角色相當廣泛，上面用過的例子中，有些主語、謂語、定語的本身就是由主謂短語擔任的，此外，賓語、補語、狀語、中心語也可以是主謂短語。主謂短語也是許多單句和複句中的分句的主要結構。

### 充當句子
主謂短語一旦加上語調，就可以實現為句子。
- 「你去嗎？」「我不去。」
- 這個問題似乎提得毫無意義。
- 不見茶花，你是不容易懂得「春深似海」這句話的妙處的。

### 充當主語、賓語
主謂短語可以充當主語、賓語，以表示一個事物或事件。
- 我記得去年的元旦是星期幾。
- 你可以過來就好了。

### 充當謂語
主謂短語作謂語，一般都不是用來陳述主語的動作，而是對主語進行評價、描寫等。
- 他個子矮小。

以主謂短語作謂語的主謂句，稱為主謂謂語句。主謂謂語句也是一個主謂短語。這樣，主謂短語就可以一層一層地建立為複雜的結構。
- 一兩年前他個子矮小。

這一類句子可顯出漢語是話題優先語言：
- 今天的菜我已經買了。

從表層來看，這個句子似乎依從「賓-主-謂」語序，但因為"今天的菜"是話題而置於句首，充當全句的主語，而"我已經買了"便作為賓語，全句以兩句主謂短語層狀的構成。

### 充當補語
主謂短語作補語，通常都是對動作、性狀加以補充，以說明該動作的結果或性狀的程度。主謂式的補語前要使用助詞「得」。
- 我緊張得心在砰砰地跳。
- 你幾乎嚇得我半死。

### 充當定語
。主謂短語作定語，可以是自指主謂短語本身的概念，也可以轉指相關係事物。主謂式的定語後要使用助詞「的」。
- 獅子吼叫的聲音傳到遠方，牠吼叫的時候，敵人就被嚇走了。
- 我找不到你昨天穿過的衣服。

### 充當狀語
主謂短語可以作狀語，以修飾謂語中心。結構上多數要用助詞「地」，構成上多是成語或一些固定的格式。
- 我與你面對面相見。
- 證人一個接一個地出庭作證。

### 充當中心語
- 他一向態度欠佳。
- 他的自甘墮落令父母很傷心。